# Ocularia albosignata
Ocularia albosignata är en skalbaggsart som beskrevs av Stefan von Breuning 1966. Ocularia albosignata ingår i släktet Ocularia och familjen långhorningar. Inga underarter finns listade i Catalogue of Life.